# Mesrine (album)
Pour les articles homonymes, voir Mesrine.
Mesrine est un album inspiré des films de Jean-François Richet sur la vie de Jacques Mesrine : L'Instinct de mort et L'Ennemi public n° 1 et dont il constitue la bande originale.
Cet album constitué de titres 100 % inédits, permet aux artistes hip hop français de donner leur point de vue sur ce que fut la vie de Mesrine, chacun aborde un angle spécifique, donne sa vision. 

## Liste des titres
| No  | Titre                                                     | Auteur                    | Durée |
| --- | --------------------------------------------------------- | ------------------------- | ----- |
| 1.  | Le Prix à payer                                           | Kery James                | 4:26  |
| 2.  | Le Million                                                | Seth Gueko                | 3:49  |
| 3.  | Pas de héros                                              | Rohff                     | 4:32  |
| 4.  | Face au mur                                               | White & Spirit            | 0:36  |
| 5.  | Retiens mon nom                                           | X-Men                     | 4:11  |
| 6.  | Arrête-moi si tu peux                                     | Tunisiano (Sniper)        | 4:08  |
| 7.  | Mourir libre                                              | TLF                       | 5:57  |
| 8.  | L'instinct de mort                                        | Rim-k / Lino              | 3:37  |
| 9.  | J'ai vu un tas de choses                                  | White & Spirit            | 1:13  |
| 10. | Amour éternel                                             | Nessbeal                  | 3:42  |
| 11. | Le Temps d'une balle                                      | Mokless (Scred Connexion) | 4:54  |
| 12. | Ma tête tourne (featuring Admiral T)                      | Akhénaton (IAm)           | 5:02  |
| 13. | Ça tient à peu de choses                                  | SaïD                      | 2:12  |
| 14. | Les gangsters ne vivent pas longtemps                     | ROCKIN'SQUAT avec WYME    | 4:02  |
| 15. | Un court moment                                           | White & Spirit            | 0:26  |
| 16. | J'allume                                                  | Veust                     | 3:52  |
| 17. | Espoir déchu                                              | White & Spirit            | 0:55  |
| 18. | La Justice au bout de mon flingue (featuring Tchad Unpoe) | Gimenez-E                 | 5:06  |
| 19. | Sur les lèvres de la peur                                 | Akhenaton (IAm)           | 4:29  |
| 20. | Les Chemins de la gloire                                  | Oxmo Puccino              | 3:52  |

Production : 2008 Cercle Rouge Productions / Reine Multimédia Publishing, licence exclusive Delabel Hostile, une division d’EMI Music France
[[Media:]]